# Ugolino Sessi (vescovo)
Ugolino Sessi (... – Anversa, 1395) è stato un vescovo cattolico e giurista italiano, signore di Rolo.

## Biografia
Era figlio di Azzo e figurava tra gli eredi del padre alla sua morte nel 1371: ad Ugolino spettarono numerose terre tra le quali Rolo con castello.
Fu avviato agli studi giuridici e venne ricordato per la sua bontà e pietà. Nel 1387 venne nominato vescovo di Reggio Emilia da  papa Urbano VI, sostituendolo per indegnità a Serafino Tavacci da Trino.
Morì ad Anversa nel 1395, dove si era recato in missione. Gli succedette nella carica il fratello Tebaldo.